# Dwars door Vlaanderen 2000
La Dwars door Vlaanderen 2000, cinquantacinquesima edizione della corsa, si svolse il 22 marzo su un percorso di 206 km. Fu vinta dall'olandese Tristan Hoffman della squadra Memory Card-Jack & Jones davanti al belga Peter Van Petegem e al danese Lars Michaelsen.

## Ordine d'arrivo (Top 10)
| Pos. | Corridore         | Squadra     | Tempo    |
| ---- | ----------------- | ----------- | -------- |
| 1    | Tristan Hoffman   | Memory Card | 4h31'42" |
| 2    | Peter Van Petegem | Farm Frites | s.t.     |
| 3    | Lars Michaelsen   | FDJ         | s.t.     |
| 4    | Léon van Bon      | Rabobank    | s.t.     |
| 5    | Flavio Zandarin   | Alessio     | s.t.     |
| 6    | Martin Hvastija   | Alessio     | s.t.     |
| 7    | Jan Boven         | Rabobank    | s.t.     |
| 8    | Frédéric Guesdon  | FDJ         | s.t.     |
| 9    | Jo Planckaert     | Cofidis     | s.t.     |
| 10   | Markus Zberg      | Rabobank    | s.t.     |